# Duke Ngcukana
Duke Mkondo Ngcukana (* 1948 in Langa, Kapstadt; † 16. April 2011 in Kapstadt) war ein südafrikanischer Jazzmusiker (Flügelhorn, Trompete), Chorleiter, Komponist und Lehrer.

## Leben und Wirken
Ngukana, der aus einer Musikerfamilie stammte (sein Vater war der Swingsaxophonist Christopher Ngcukana, seine Brüder betätigten sich gleichfalls als Jazzmusiker), lernte ab dem sechsten Lebensjahr Trompete, zunächst bei der Heilsarmee. Ab 1966 arbeitete er professionell als Musiker in der Kap-Region; er spielte mit Chris McGregor und mit der Eastern-Cape All Star Band. Dann studierte er am University College of Fort Hare Erziehungs- und Naturwissenschaften, um eine Karriere als Lehrer zu beginnen. 1971 gehörte er zur Big Band von Abdullah Ibrahim, der sich damals Dollar Brand nannte. Während der 1970er Jahre war er Mitglied der Fusion-Bands Oswetie und Pacific Express sowie der Soul Jazzmen. 1981 gründete er den Langa Adult Choir, den er lange Jahre leitete.
Ab 1989 war er Direktor der Schule Musical Action for People’s Power; dort entwickelte er Chorimba, ein Crossover von Chor- und traditionell-afrikanischer Marimbamusik mit Jazz. Auch gründete er die Cups Nkanuka Big Band, mit der er unter anderem auf dem Cape Town International Jazz Festival auftrat, und einen 20-köpfigen Klangkörper, das Living Heritage Ensemble, wo er mit seinen Brüdern Ezra, Fitzroy, Cyril und Claude spielte. Daneben trat er weiter mit der Band seines Bruders Ezra auf, auf dessen Platten er auch zu hören ist.

## Lexikalischer Eintrag
- Gwen Ansell: Soweto Blues: Jazz, Popular Music, and Politics in South Africa, S. 318f.